# تيمباوبا
تيمباوبا هي بلدية في البرازيل، تتبع بيرنامبوكو، بلغ عدد سكانها 53٬825  نسمة، في 2010، تبلغ مساحتها 289٫511 كيلومتر مربع.